# 20870 Kaningher
20870 Kaningher (2000 VC48) là một tiểu hành tinh vành đai chính được phát hiện ngày 2 tháng 11 năm 2000 bởi Nhóm nghiên cứu tiểu hành tinh gần Trái Đất phòng thí nghiệm Lincoln ở Socorro.